# سيرجيو رولاند
سيرجيو رولاند (بالإسبانية: Sergio Rolando)‏ هو دراج على المضمار أرجنتيني، ولد في 16 مارس 1973.

## وصلات خارجية
- سيرجيو رولاند على موقع أوليمبيديا (الإنجليزية)